# JuK
JuK — свободный медиаплеер для KDE, используемый по умолчанию, начиная с KDE 3.2
, часть пакета kdemultimedia. JuK поддерживает форматы MP3, Ogg Vorbis и FLAC.
Разработка JuK была начата Скоттом Веллером в 2000 году, в то время он назывался QTagger. В 2002 году он был перемещён в репозитории KDE, где он «вырос» в полноценное аудиоприложение. Он стал частью KDE, начиная с версии 3.2.

## Возможности
Обладая возможностями обычного аудиоплеера, JuK является «музыкальным автоматом» и нацелен на управление музыкальными коллекциями. JuK обладает следующими возможностями:
- Использование как сгенерированных автоматически, так и заданных пользователем плей-листов
- Возможность автоматического (с использованием inotify) сканирования каталогов и импорта .m3u плей-листов
- Динамический поиск по плей-листам
- Древовидный режим, в котором плей-листы автоматически генерируются для жанров, исполнителей и альбомов
- Ведение истории, позволяющей увидеть, какие файлы были проиграны и когда.
- Inline-поиск (фильтр)
- Возможность автоматического назначения тэгов для файлов на основе имени или с использованием MusicBrainz
- Переименовщик файлов на основе тэговой информации
- Редактирование тэгов ID3v1, ID3v2 и Ogg Vorbis (при помощи TagLib).